# ESV Wittenberge 1888
ESV Wittenberge 1888 is een Duitse sportclub uit Wittenberge, Brandenburg. De club is actief in twaalf sportafdelingen waaronder atletiek, schaken, tafeltennis, voetbal, wielrennen en worstelen. De voetbalafdeling was tot 1933 actief op het hoogste niveau.

## Geschiedenis
In 1888 werd Wittenberger TV 88 opgericht dat aanvankelijk een turnclub was. Later kwam er ook een voetbalsectie. In 1919 splitste SV 1888 Wittenberge zich van de club af. De voetbalafdeling sloot zich bij de Midden-Duitse voetbalbond aan en speelde in de competitie van Altmark. Stadsrivaal Hertha domineerde deze competitie samen met Viktoria Stendal. In 1926 eindigde de club voor het eerst boven andere rivaal FC Minerva en bleef ook de volgende seizoenen de tweede club van de stad, maar kon nooit boven de middenmoot eindigen. Door de komst van Singer TuSV Wittenberge in de hoogste klasse in 1930 werd SV 88 opnieuw de derde club van de stad. Na dit seizoen verdween de club voor één jaar uit de hoogste klasse, maar keerde terug voor het laatste seizoen in 1932 toen de club met 1 punt afgetekend laatste werd. Na dit seizoen werd de competitie grondig geherstructureerd en de club slaagde er niet meer in naar de hoogste klasse te promoveren. In 1938 werd de naam gewijzigd in Reichsbahn TSV 1888 Wittenberge.
Na de Tweede Wereldoorlog werden alle Duitse voetbalclub ontbonden. Voor Hertha en Minerva betekende dit ook het definitieve einde. SV 88 werd heropgericht als BSG Verkehr Wittenberge en nam op 1 mei 1950 de naam BSG Lokomotive Wittenberge aan. De club speelde in de schaduw van het nieuw opgerichte BSG Chemie/Veritas Wittenberge. De club speelde lange tijd in de derde klasse en na een degradatie in 1969 kon de club na één seizoen terugkeren. Na een 11de plaats in 1971 trok het voetbalelftal zich terug en bleef inactief voor de rest van de DDR-tijd.
Na de Duitse hereniging werd de club nieuw leven ingeblazen als ESV Wittenberge 1888. De club speelde in de laagste regionen. Momenteel (2019/20) speelt het alleen met een veteranenteam in de voetbalcompetitie en is actiever in andere sporttakken dan in voetbal.